# پائولو فونسکا
پائولو الکساندر رودریگس فونسکا (انگلیسی: Paulo Alexandre Rodrigues Fonseca؛ زادهٔ ۵ مارس ۱۹۷۳) بازیکن پیشین و مربی کنونی فوتبال اهل پرتغال است. وی هم اکنون هدایت باشگاه فوتبال المپیک لیون را برعهده دارد.
او سابقه هدایت تیم‌های پورتو، براگا، شاختار دونتسک و آ.اس. رم را در کارنامه دارد.

## افتخارات

### مربی
پورتو
- سوپر جام فوتبال پرتغال(۱): ۲۰۱۳

براگا
- جام حذفی فوتبال پرتغال(۱): ۱۶–۲۰۱۵

شاختار دونتسک
- لیگ برتر فوتبال اوکراین(۳): ۱۷–۲۰۱۶، ۱۸–۲۰۱۷، ۱۹–۲۰۱۸
- جام حذفی فوتبال اوکراین(۳): ۱۷–۲۰۱۶، ۱۸–۲۰۱۷، ۱۹–۲۰۱۸
- سوپر جام فوتبال اوکراین(۱): ۲۰۱۷